# Râul Vânăta
Râul Vânăta este un curs de apă, afluent al Mostiștea.